# Géraldine Mentouopou
Géraldine Mentouopou, née le 26 novembre 1986 à Toulouse, est une judokate française.

## Biographie
Elle est médaillée d'argent aux Championnats d'Europe par équipes de judo en 2006, puis médaillée d'or en moins de 78 kg à l'Universiade d'été de 2009. Elle est médaillée d'argent en moins de 78 kg et médaillée de bronze par équipes à l'Universiade d'été de 2011. Elle remporte la médaille d'or des moins de 78 kg aux Jeux méditerranéens de 2013.
Au niveau national, elle est sacrée championne de France en 2013 en moins de 78 kg.